# Escuelas Públicas de Jersey City

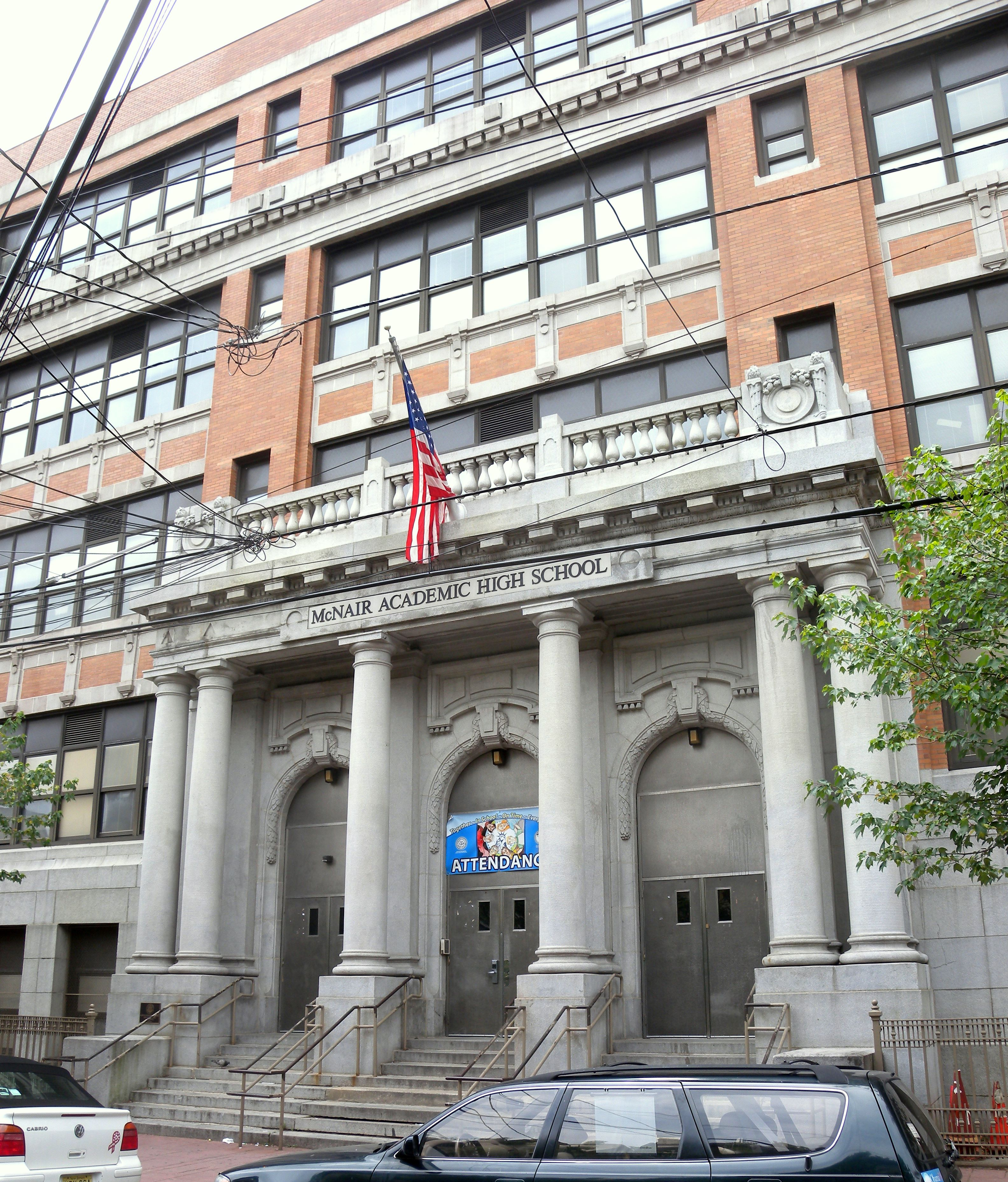
Dr. Ronald E. McNair Academic High School

Las Escuelas Públicas de Jersey City (Jersey City Public Schools, JCPS o Jersey City Board of Education, JCBOE) es un distrito escolar de Nueva Jersey. Tiene su sede en Jersey City. El consejo escolar del distrito tiene un presidente, un vicepresidente, y seis miembros. JCPS gestiona 25 escuelas primarias, 6 escuelas medias, 6 escuelas preparatorias, un "regional day school," y una escuela para adultos. Tiene 28.026 estudiantes y 4.964 empleados.